# فلیسیا فاکس
فلیسیا فاکس (انگلیسی: Felicia Fox؛ زاده ۲۵ مهٔ ۱۹۷۴) یک بازیگر پورنوگرافی اهل ایالات متحده آمریکا است.